# Monti Beton
Monti Beton (in Anlehnung an Monty Python) ist eine 1982 gegründete österreichische Coverband. Sie covert Interpreten wie Bob Dylan oder Elvis Presley, spielt aber auch häufig mit Bekanntheiten wie Willi Resetarits oder Johann K. Ende 2007 ging die Band in Österreich auf „25 Jahre Monti Beton“-Tour.

## Mitglieder
Die Sänger Thomas Schreiber und Toni Matosic kennen sich bereits seit 1980 und spielten in diversen Bands. 1982 gründeten sie zusammen Monti Beton. Auch an der Gründung anderer Musikgruppen (Countdown, Benefit, TCB-Band) waren sie maßgeblich beteiligt. Derzeit befassen Matosic und Schreiber sich mit der Nebochantnpartie.
Tibor Kövesdi fand mit 15 zu seiner Berufung, Bass zu spielen. Seit 1999 ist er Mitglied von Monti Beton. In Wien wurde er am Konservatorium in den Fächern Jazzbass und Jazzkomposition ausgebildet. Nach seinem Abschluss studierte er an der Hochschule das Fach Kontrabass. Er war bereits mit Gruppen wie MC Hacek, Mühlbacher u.s.w. oder Nouvelle Cuisine in Europa unterwegs.
Harald Michalek begann in seiner Kindheit zunächst mit dem Akkordeon, im Alter von 16 Jahren entschied er sich für die Gitarre. 1986 spielte er erstmals in einer Band namens City Club Crew. 1988 stieß er auf Monti Beton und absolvierte erste inoffizielle Auftritte mit der Gruppe. Nach Auflösung der City Club Crew 1990 erfolgte Ende der 1990er Jahre das erste offizielle Konzert mit Monti Beton.
Der Schlagzeuger Klaus Pérez-Salado lebt seit 1986 in Wien, wo er am Konservatorium Jazz-Schlagzeug studierte. Bekannt wurde er durch Auftritte mit Musikern wie Georg Danzer, Ludwig Hirsch oder Peter Cornelius. Seit 2003 ist er Mitglied der Band von Christina Stürmer.
Geri Schuller war bereits Keyboarder der österreichischen Talentschmiede Hallucination Company. Mit Tibor Kövesdi und Harald Gangelberger gründete er das Geri Schuller-Trio. 2000 spielte er außerdem bei Live-Auftritten mit der österreichische Girlband Rounder Girls. Seit 1990 ist er Mitglied von Monti Beton.

## Diskografie
- it’s (1992)
- it’s MTV (1997)
- it’s Monti Beton’s Elvis Night (2000)
- Let It Be – Different (2001)
- The Kinks Acoustic Songbook (2002)
- The Doors Are Open (2003)
- A jeda Tag (2004)
- The Bob Dylan Sessions feat. Willi Resetarits, Tini Kainrath & Johann K. (2006)
- Elvis Night Live II (2007)
- Best Of Live Vol. 1 (2007)
- ..so is es und ned anders (2015) feat. Johann K.

## Projekte
- Schreiber & Gferer’s
- Die Ministranten
- Die Nebochantnpartie
- Monti’s Flying Submarine